# Народно читалище „Христо Смирненски – 1927“
Народно читалище „Христо Смирненски-1927“ е читалище в село Малък чардак, община Съединение, област Пловдив.

## История
Читалището е основано на 6 октомври 1927 г. по инициатива на учителя Иван Кесяков. В ръководството му участват местните жители Йордан Василев Кънев, Димитър Иванов Ахмашки, Васил Теодосиев Кънев и Фердинанд Теодосиев Кънев. Развива се богата художествена самодейност чрез битовия хор, драматичния състав и танцовата трупа, някои от които съществуват повече от 40 години.
Празникът на селото се отбелязва на Гергьовден, като се организира местен събор. Местният автентичен фолклор се съхранява от възрастни хора, които изпълняват сложни народни песни по време на местните прегледи и обичаи.
Читалището поддържа библиотека и организира няколко традиционни празници в селото – местният събор, празнуване на Бабинден, 8 март, 1 юни. Сградата на читалището е в много лошо състояние – покривът над сцената е паднал и половината част от сградата е неизползваема.

## Самодейци през годините
Музиканти: Иван Кънев – кавал, Иван Кочев – гадулка. Изпълнителки на автентични народни песни: Дела Тугова, Мария Миткова, Цона Младенова, Пена Пенчева, Тодора Балева, Йордана Русалова, Мирина Митовска, Велика Митовска, Станка Младенова, Запряна Младенова. Изпълнителки на обработени песни: Тонка Челебийска, Недка Панова, Кръстанка Младенова, Мария Видолова, Мария Рангелова, Надка Ламбова, Мария Апостолова, Нешка Митовска, Дафина Христова, Росица Ахмашка. Мъже самодейци: Асен Байков, Иван Рангелов, Рангел Рангелов, Димитър Рангелов, Георги Кочев, Лазар Митовски.